# Mehmet Murat Somer
Mehmet Murat Somer, född 1959, är en turkisk deckarförfattare. Han kallar sin genre hop-çiki-yaya och hjältinnan i böckerna är en icke namngiven transvestit. Hans böcker har översatts till svenska av Martin Palm.